# Eomaia
Eomaia ("mẹ bình minh") là một chi động vật có vú tuyệt chủng gồm một loài duy nhất, Eomaia scansoria, được phát hiện trong lớp đá của thành hệ Yixian, tỉnh Liêu Ninh, Trung Quốc, vào cuối kỷ Creta khoảng 125 triệu năm trước. Mẫu vật hóa thạch duy nhất của nhất của loài này dài 10 xentimét (3,9 in) và gần như hoàn chỉnh. Cân nặng được ước tính là khoảng 20–25 gam (0,71–0,88 oz). Với một mẫu vật 125 triệu năm tuổi, hóa thạch này được bảo quản tốt một cách khác thường. Mặc dù hộp sọ bị ép dẹp, răng, các xương chân, sụn và thậm chí bộ lông khá rõ ràng.

## Mô tả

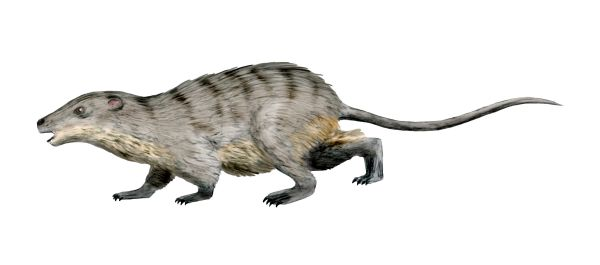
Phục dựng

Hóa thạch Eomaia cho thấy các vết tích rõ ràng của lông. Đây không phải vết tích lông động vật có vú cổ nhất, hóa thạch Volaticotherium, và Docodonta Castorocauda, phát hiện trong lớp đá cách nay 164 triệu năm trước, cũng có các vết tích của lông.
Eomaia scansoria sở hữu nhiều đặc điểm chung với Placentalia (động vật có vú nhau thai) tách chúng khỏi Metatheria - nhóm gồm thú có túi hiện đại. Tuy nhiên E. scansoria không phải động có vú nhau thai thực sự vì nó thiếu vài đặc điểm chuyên biệt hóa của Placentalia.
Eomaia, giống như các loài động vật có vú cổ và thú có túi, có khung chậu hẹp cho thấy con non chưa phát triển con phải chăm sóc nhiều hơn.
Xương epipubic kéo dài về phía trước từ khung chậu; các điểm này không xuất hiện ở thú có nhau, nhưng xuất hiện ở các động vật có vú khác, bao gồm Eutheria không nhau, thú có vú, thú đơn huyệt và các động vật có vú Đại Trung Sinh cũng như Cynodontia therapsida gần gũi với động vật có vú. Chức năng của chúng là để làm cũng có chuyển động cơ thể khi chuyển động. Sự cũng cố này có thể gây tổn thương có con non khi sinh đẻ.

## Phân loại

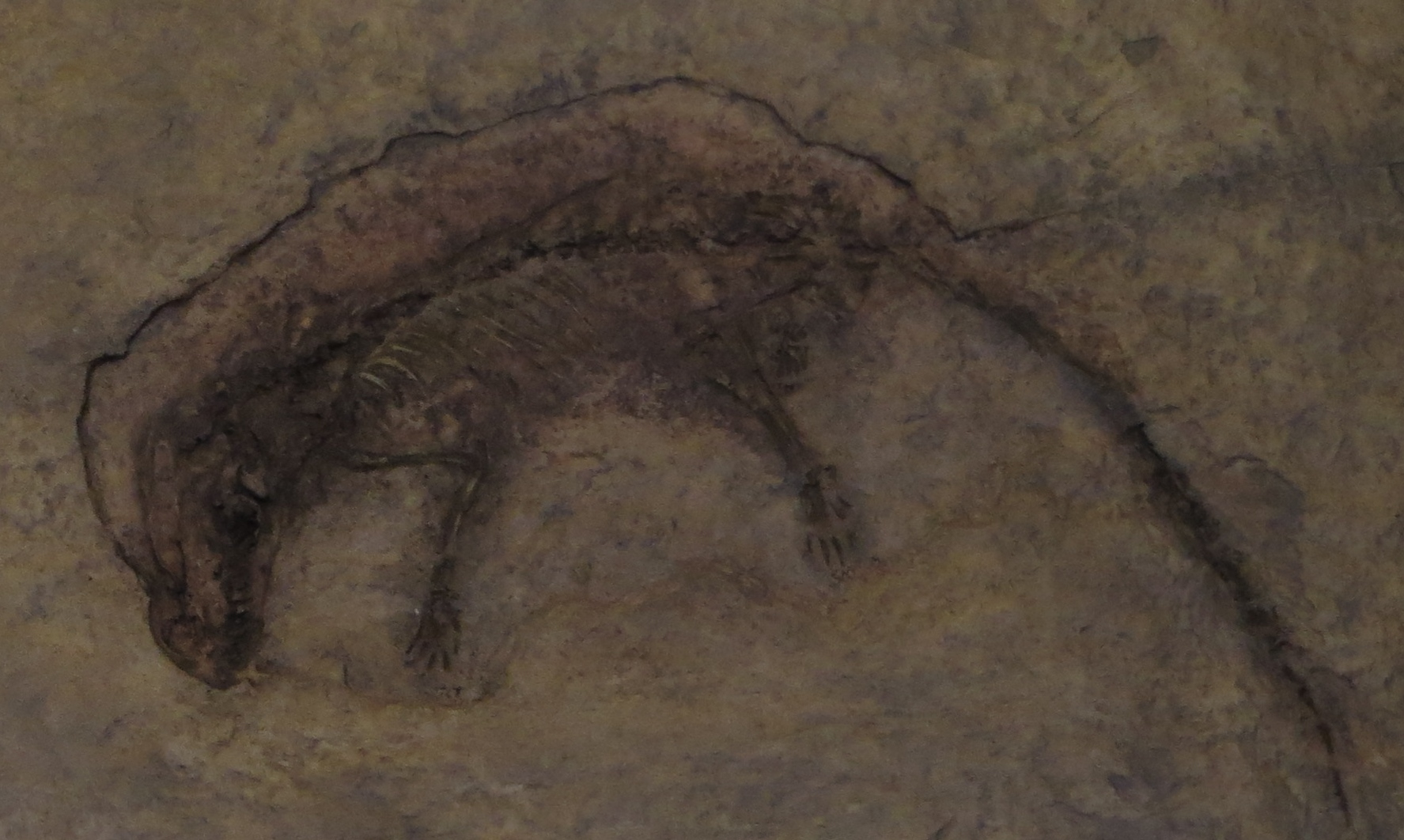
Bộ xương phục dựng

Người phát hiện Eomaia cho rằng, trên cơ sở 268 mẫu đặc điểm của tất cả các nhánh động vật có vú Đại Trung Sinh và các họ Eutheria chính vào kỷ Creta, Eomaia nên được đặt cào cuối "cây gia đình" Eutheria cùng với with Murtoilestes và Prokennalestes. Sơ đồ phân loại ban đầu này được tóm tắt như sau:
|  | Sinodelphys szalayi  |
|  |                      |
|  | Cainozoic metatheria |
|  |                      |

|  | Juramaia sinensis |
|  | |
|  | Montanalestes keeblerorum                                                                                             |
|  | |
|  | \| \| Murtoilestes abramovi \| \| \| \| \| \| Eomaia scansoria \| \| \| \| \| \| Prokennalestes trofimovi \| \| \| \| |
|  | |
|  | Cainozoic placentalia                                                                                                 |
|  | |
|  | Murtoilestes abramovi                                                                                                 |
|  | |
|  | Eomaia scansoria |
|  | |
|  | Prokennalestes trofimovi                                                                                              |
|  | |

|  | Murtoilestes abramovi    |
|  |                          |
|  | Eomaia scansoria         |
|  |                          |
|  | Prokennalestes trofimovi |
|  |                          |

|  | Sinodelphys szalayi  |
|  |                      |
|  | Cainozoic metatheria |
|  |                      |

|  | Juramaia sinensis |
|  | |
|  | Montanalestes keeblerorum                                                                                             |
|  | |
|  | \| \| Murtoilestes abramovi \| \| \| \| \| \| Eomaia scansoria \| \| \| \| \| \| Prokennalestes trofimovi \| \| \| \| |
|  | |
|  | Cainozoic placentalia                                                                                                 |
|  | |
|  | Murtoilestes abramovi                                                                                                 |
|  | |
|  | Eomaia scansoria |
|  | |
|  | Prokennalestes trofimovi                                                                                              |
|  | |

|  | Murtoilestes abramovi    |
|  |                          |
|  | Eomaia scansoria         |
|  |                          |
|  | Prokennalestes trofimovi |
|  |                          |

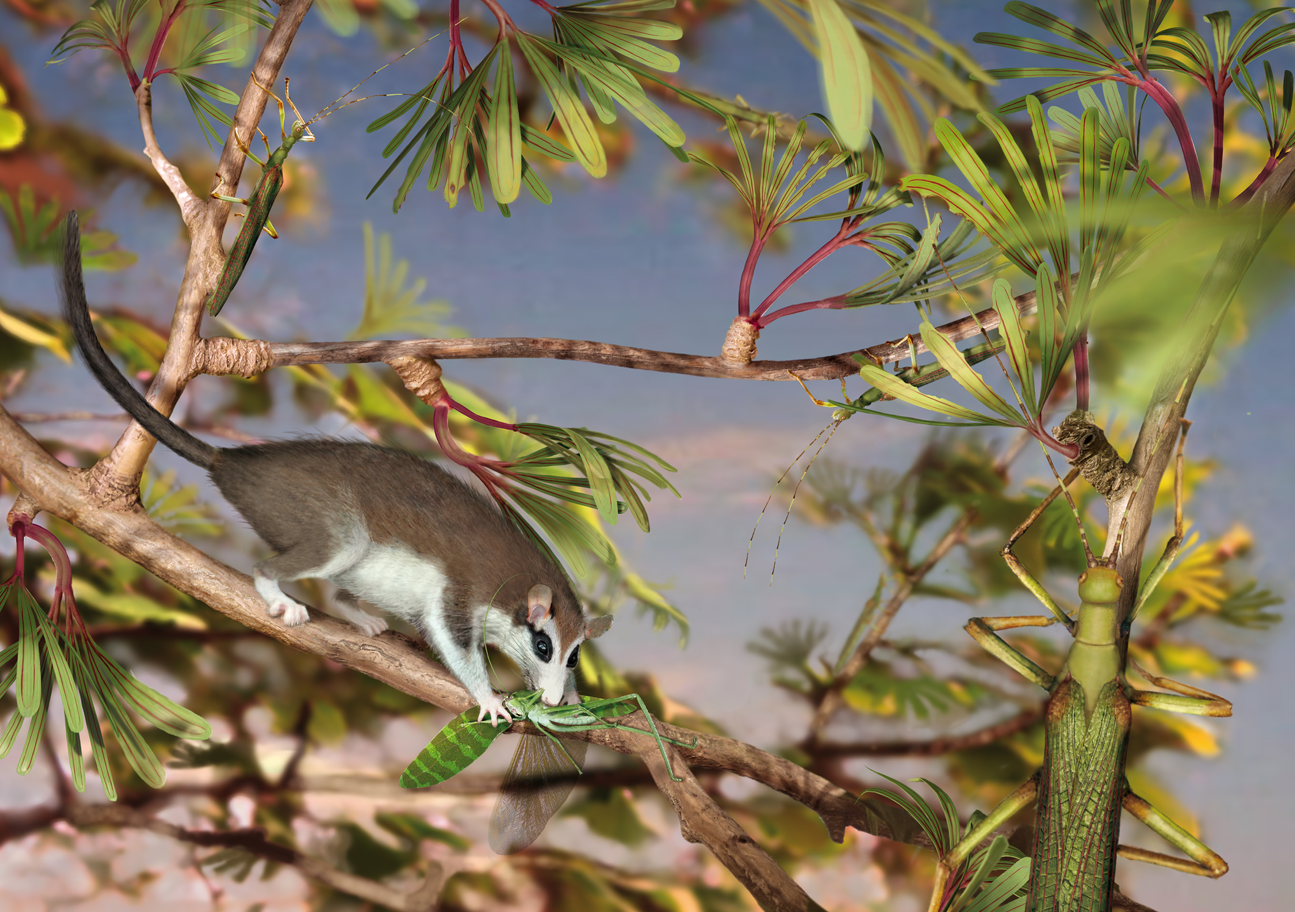
Phục dựng Eomaia đang ăn côn trùng Cretophasmomima

Năm 2013, nghiên cứu mối quan hệ của động vật có vú rộng hơn (bao gồm các loài hóa thạch) công bố bởi Maureen O'Leary và đồng nghiệp. 
Nghiên cứu này, đã xem xét 4541 đặc điểm giải phẫu của 86 loài động vật có vú (gồm Eomaia scansoria), tìm ra rằng Eomaia không thể là Eutheria hay Placentalia như từng được cho. Kết quả của nghiên cứu này được tóm tắt thành cây phát sinh loài bên dưới:

|  | Henkelotherium guimarotae        |
|  |                                  |
|  | Zhangheotherium quinquecuspidens |
|  |                                  |

|  | Eomaia scansoria |
|  |                  |
|  | Theria           |
|  |                  |

|  | Henkelotherium guimarotae        |
|  |                                  |
|  | Zhangheotherium quinquecuspidens |
|  |                                  |

|  | Eomaia scansoria |
|  |                  |
|  | Theria           |
|  |                  |

|  | Henkelotherium guimarotae        |
|  |                                  |
|  | Zhangheotherium quinquecuspidens |
|  |                                  |

|  | Eomaia scansoria |
|  |                  |
|  | Theria           |
|  |                  |

|  | Henkelotherium guimarotae        |
|  |                                  |
|  | Zhangheotherium quinquecuspidens |
|  |                                  |

|  | Eomaia scansoria |
|  |                  |
|  | Theria           |
|  |                  |